# World Police and Fire Games

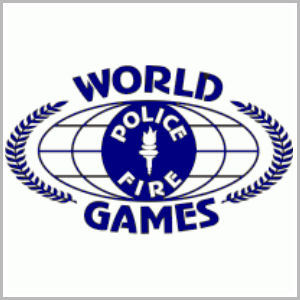
Logo der World Police and Fire Games

Die World Police and Fire Games sind eine Art Olympische Spiele für die Angehörigen der Polizeien (Bundes- und Landespolizeien), des Justizvollzugsdiensts, des Zolls und der Berufsfeuerwehren, die alle zwei Jahre stattfinden.

## Geschichte
Durch den stellvertretenden Leiter des San Diego Police Department, Duke Nyhus, wurden 1967 die nationalen California Games ins Leben gerufen. Durch die enorme Popularität wuchsen die Teilnehmerzahlen. Bereits 1985 wurden die ersten World Police & Fire Games in San José ausgetragen. Ziel der Weltsportspiele war es die Angehörigen der verschiedenen Berufsgruppen zusammenzuführen, sich im sportlichen Wettkampf zu messen, die Leistungsfähigkeit der Angehörigen der Einsatzkräfte zu steigern sowie freundschaftliche Verbindungen untereinander zu schaffen, das Verständnis für die Arbeit des anderen zu fördern und eine Vorbildfunktion einzunehmen.
Die World Police & Fire Games sind mittlerweile eine der drei größten Sportveranstaltungen ihrer Art auf der Welt: 1997 kamen 8.700 Sportler aus 45 Nationen nach Calgary in Kanada, über 9000 Menschen hatten sich als freiwillige Helfer gemeldet. 2003 in Barcelona kämpften sogar mehr als 10.500 Athleten aus 64 Nationen in 65 verschiedenen Sportarten um die begehrten Medaillen.

## Die Spiele
Die Weltsportspiele der Polizei und Feuerwehr werden im Jahre 2007 erstmals 79 verschiedene Sportarten, anstatt der sonst üblichen 65 Disziplinen, umfassen. Viele neue Wettkämpfe wurden von den australischen Gastgebern eingeführt, um die Attraktivität diese Spektakels noch zu steigern.
Unter der angebotenen Sportarten befinden sich neben traditionellen olympischen Disziplinen wie Leichtathletik, Schwimmen, Kampfsport und diversen Mannschaftssportarten auch berufsspezifische Vergleichswettkämpfe wie Polizeihunde-Prüfung, MP-Schießen, Police-Action-Pistol (spezielles polizeibezogenes Schießen) oder Muster (eine Löschprüfung für Feuerwehrleute). Weiter stehen auch Disziplinen wie Bowling, Darts, Drachenbootrennen oder Billard auf dem Programm, um auch Pensionären die Teilnahme zu ermöglichen.
Eine Besonderheit ist der Spezialwettbewerb Toughest Competitor Alive: 5 km Rennen, Kugelstoßen, 100 m Sprint, 100 m Schwimmen, Seilklettern (6,1 m), Bankdrücken, Klimmzüge (Oberhandgriff), Hindernis-Parcours.
Wie beim großen Vorbild der Olympischen Spiele beginnen auch die World Police and Fire Games mit einer großen Eröffnungsfeier.
Professionelle ausgerichtete Wettkämpfe, ein mittleres Leistungsniveau der teilnehmenden Athleten und der freundschaftliche und faire Umgang miteinander zeichnen diese Sportveranstaltung aus.

## Austragungsorte
| - 1985: San José (USA) - 1987: San Diego (USA) - 1989: Vancouver (CAN) - 1991: Memphis (USA) - 1993: Colorado Springs (USA) - 1995: Melbourne (AUS) - 1997: Calgary (CAN) - 1999: Stockholm (SWE) - 2001: Indianapolis (USA) - 2003: Barcelona (ESP) | - 2005: Québec (CAN) - 2007: Adelaide (AUS) - 2009: Metro Vancouver (CAN) - 2011: New York City (USA) - 2013: Belfast (GBR) - 2015: Fairfax County (USA) - 2017: Los Angeles (USA) - 2019: Chengdu (CHN) - 2021: Rotterdam (NLD) - 2023: Winnipeg (CAN) |